# Machatsch Dalgatowitsch Murtasalijew
Machatsch Dalgatowitsch Murtasalijew (russisch Махач Далгатович Муртазалиев, awarisch МахӀач ТӀалхӀатил МуртазгӀалиев; * 4. Juni 1984 in Chassawjurt) ist ein russischer Ringer. Er wurde Weltmeister im freien Stil 2005 im Leichtgewicht und 2007 im Weltergewicht.

## Werdegang
Machatsch Murtasalijew wurde im kaukasischen Chassawjurt in der Republik Dagestan geboren. Er begann im Jahre 1996 mit dem Ringen und wird seit geraumer Zeit von Abdurachman Mirsojew trainiert. Er konzentriert sich dabei voll auf den freien Stil. Machatsch Murtasalijew ist zwar Mitglied des Armeesportklubs ZSKA Moskau, ist aber nicht mehr in der russischen Armee, sondern ist an der Universität von Dagestan in Machatschkala als Jurastudent eingeschrieben.
Die sportlichen Erfolge von Machatsch Murtasalijew stellten sich schon im Juniorenalter ein. So wurde er im Jahre 2000 in Bratislava Junioreneuropameister (Cadets) im freien Stil in der Gewichtsklasse bis 42 kg Körpergewicht. Auch 2001 wurde er in Izmir Junioreneuropameister bei den Cadets. Er war in die Gewichtsklasse bis 54 kg Körpergewicht aufgestiegen. Schließlich gelang es ihm im Jahre 2003 in Istanbul auch Juniorenweltmeister (Juniors) im Federgewicht (bis 60 kg Körpergewicht) zu werden.
Als 20-jähriger Athlet wurde er im Jahre 2004 in Ankara erstmals bei der Europameisterschaft der Senioren eingesetzt. Ihm gelang es dabei im Halbfinale den starken Türken Ömer Çubukçu und im Finale den Osseten Elbrus Tedejew, der für die Ukraine startete, zu besiegen und gleich auf Anhieb Europameister zu werden. Er setzte sich dann auch in der russischen Ausscheidung für die Olympischen Spiele in Athen gegen seinen Hauptrivalen Irbek Farnijew durch und vertrat Russland in Athen im Leichtgewicht. In Athen unterlag er allerdings im Halbfinale gegen den US-Amerikaner Jamill Kelly. Er siegte aber im Kampf um die Bronzemedaille gegen Leonid Spiridonow aus Kasachstan. Olympiasieger wurde Elbrus Tedejew, auf den Machatsch Murtasalijew wegen seiner Niederlage gegen Kelly nicht mehr traf.
Im Jahre 2005 wurde Irbek Farnijew russischer Meister im Leichtgewicht und deshalb bei der Europameisterschaft eingesetzt. Er enttäuschte dort aber und belegte nur den 9. Platz. Deshalb erhielt bei der Weltmeisterschaft dieses Jahres in Budapest Machatsch Murtasalijew den Startplatz und rechtfertigte dieses Vertrauen der russischen Mannschaftsleitung voll und ganz, denn er wurde mit fünf Siegen in überlegenem Stil Weltmeister. Im Finale bezwang er dabei den mehrfachen bulgarischen Weltmeister Serafim Barsakow mit 2:0 nach Punkten.
Bei der Europameisterschaft 2006 in Moskau setzte Machatsch Murtasalijew seine Erfolgsserie fort, denn er wurde mit Siegen in den entscheidenden Kämpfen über Ruslan Elkijew, Ukraine, Serafim Barsakow und Albert Batyrau aus Belarus nach 2004 zum zweiten Mal Europameister. Dafür enttäuschte er bei der Weltmeisterschaft 2006 in Guangzhou/China, denn er verlor dort im Viertelfinale gegen Andrij Stadnik aus der Ukraine und belegte nur den für ihn enttäuschenden 9. Platz.
Der russische Ringerpräsident Michail Mamiaschwili setzte aber trotzdem weiterhin auf den jungen Machatsch Murtasalijew. Dieser bewies seine Stärke dann auch bei der Europameisterschaft 2007 in Sofia, denn er wurde dort im Weltergewicht mit einem 5:0-Punktsieg im Finale über Ruslan Kokajew aus Armenien erneut Europameister. Und auch bei der Weltmeisterschaft 2007 in Baku überzeugte er mit dem Titelgewinn. Im Halbfinale besiegte er dabei Joe Heskett aus den USA und im Finale Ibrahim Aldatow aus der Ukraine.
Im Januar 2008 kam es beim „Iwan-Jarigin“-Memorial in Krasnojarsk zur Begegnung mit Buwaissar Saitijew, dem legendären zweifachen russischen Olympiasieger und mehrfachen Weltmeister, der einen Start bei den Olympischen Spielen in Peking anstrebte. Der jüngere Murtasalijew setzte sich dabei mit zwei glatten Rundengewinnen (1:0 und 3:1) durch und wurde Turniersieger. Er wurde daraufhin auch bei der Europameisterschaft in Tampere im Weltergewicht eingesetzt und holte sich dort erneut den Europameistertitel. Im Finale bezwang er Murad Hajdarau aus Belarus nach Punkten.
Bei der russischen Meisterschaft im Juni 2008 kam es dann im Finale noch einmal zum Aufeinandertreffen von Machatsch Murtasalijew mit Buwaissar Saitijew, das Saitijew knapp nach Punkten gewann. Saitijew erhielt daraufhin den Startplatz bei den Olympischen Spielen in Peking.

## Internationale Erfolge
Anm.: alle Wettbewerbe im freien Stil, Fe = Federgewicht, Le = Leichtgewicht, We = Weltergewicht, bis 60 kg, 66 kg bzw. 74 kg Körpergewicht, OS = Olympische Spiele, WM = Weltmeisterschaft, EM = Europameisterschaft
| Jahr | Platz  | Veranstaltung                               | Gewichtsklasse | |
| 2000 | 1.     | Junioren-EM (Cadets) in Bratislava          | bis 42 kg KG   | vor Michail Darafeiski, Belarus und Tapan Ufuk, Türkei |
| 2001 | 1.     | Junioren-WM (Cadets) in Izmir               | bis 54 kg KG   | vor Malchas Kurbiani, Georgien u. Ersun Çağlar, Türkei |
| 2003 | 1.     | Junioren-WM (Juniors) in Istanbul           | Feder          | vor Meiramschan Beissebajew, Kasachstan u. Gergő Wöller, Ungarn |
| 2004 | 1.     | EM in Ankara                                | Leicht         | vor Elbrus Tedejew, Ukraine, Ömer Çubukçu, Türkei, Schirair Howhannisjan, Armenien u. Otari Tuschischwili, Georgien                                                |
| 2004 | Bronze | OS in Athen                                 | Leicht         | hinter Elbrus Tedejew u. Jamill Kelly, USA u. vor Leonid Spiridonow, Kasachstan, Kazuhiko Ikematsu, Japan u. Apostolos Taskoudis, Griechenland                     |
| 2005 | 1.     | „Schamil-Umachamow“-Memorial in Chassawjurt | Leicht         | vor Ramsan Irbaichanow, Russland und Albert Batyrau, Belarus |
| 2005 | 1.     | WM in Budapest                              | Leicht         | vor Serafim Barsakow, Bulgarien, Geandry Garzón Caballero, Kuba, Otari Tuschischwili u. Leonid Spiridonow                                                          |
| 2006 | 1.     | EM in Moskau                                | Leicht         | mit Siegen über Ruslan Elkijew, Ukraine, Serafim Barsakow u. Albert Batyrau, Belarus                                                                               |
| 2006 | 9.     | WM in Guangzhou/China                       | Leicht         | Sieger: Bill Zadick, USA vor Otari Tuschuschwili u. Geandry Garzón Caballero                                                                                       |
| 2007 | 1.     | „Iwan-Jarigin“-Memorial in Krasnojarsk      | Welter         | vor Denis Zargusch u. Sergei Witkowski, bde. Russland sowie Scott Owen, USA                                                                                        |
| 2007 | 1.     | EM in Sofia                                 | Welter         | vor Gela Saghiraschwili, Georgien, Çamsulvara Çamsulvarayev, Aserbaidschan, Emzarios Bedinidis, Griechenland, Michail Ganew, Bulgarien u. Ruslan Kokajew, Armenien |
| 2007 | 1.     | WM in Baku                                  | Welter         | vor Ibrahim Aldatow, Ukraine, Çamsulvara Çamsulvarayev u. Iván Fundora, Kuba                                                                                       |
| 2008 | 1.     | „Iwan-Jarigin“-Memorial in Krasnojarsk      | Welter         | vor Buwaissar Saitijew, Denis Zargusch u. Sergei Kirilow, alle Russland                                                                                            |
| 2008 | 1.     | EM in Tampere                               | Welter         | vor Murad Hajdarau, Belarus, Emzarios Bedinidis, Çamsulvara Çamsulvarayev, Krystian Brzozowski, Polen u. Ibrahim Aldatow                                           |
| 2009 | 1.     | „Iwan-Jarigin“-Memorial in Krasnojarsk      | Welter         | vor Irbek Fanijew, Chadschimurad Murtasalijew, bde. Russland u. Çamsulvara Çamsulvarayev, Aserbaidschan                                                            |